# Kåtaören
Kåtaören är en ö i Finland. Den ligger i Norra kvarken och i kommunen Korsholm i den ekonomiska regionen  Vasa i landskapet Österbotten, i den västra delen av landet. Ön ligger omkring 21 kilometer norr om Vasa och omkring 390 kilometer nordväst om Helsingfors.
Öns area är 3 hektar och dess största längd är 290 meter i nord-sydlig riktning.